# Vidas sem Rumo
Vidas sem Rumos (Portugiesisch für: Ziellose Leben) ist ein portugiesischer Film des Regisseurs Manuel Guimarães aus dem Jahr 1956. Das schwarzweiße Filmdrama gilt als letzter Film der neorealistischen Trilogie des Regisseurs (nach Saltimbancos 1951 und Nazaré 1952).

## Handlung
Im Hafenviertel Lissabons, dem Milieu der gestrandeten Seelen, der einfachen Arbeiter, der Kleinkriminellen, Prostituierten, Bettler und Schmuggler, träumt die hübsche, aber geistig verwirrte Gaivota von einem Seemann, der aus den Tiefen des Meeres zu ihr kommen wird. Der stumme Pardal, der über seine Mundharmonika kommuniziert, ist verliebt in Gaivota und träumt davon, der ersehnte Seemann zu sein. Der unstete Meia-Lua, ein kleiner Schmuggler, der seine Seemannsvergangenheit nicht abstreifen kann und Frau und Kind vernachlässigt, lebt mit Gaivotas Schwester Marlene zusammen, einer Gelegenheits-Prostituierten. Alle ihre Wege kreuzen sich in den nächtlichen Hafenkneipen und Jazzlokalen, in den dunklen Gassen und prekären Unterkünften, die Stimmung unter ihnen schwankt zwischen Melancholie und Aggression, und Momente der Zärtlichkeit und Lebensfreude unterbrechen die Hoffnungslosigkeit.
Das Weinen eines ausgesetzten hilflosen Kleinkindes überrascht eines Tages diese Gemeinschaft. Es mischt ihre Beziehungen untereinander auf, bringt dann zunehmend solidarische und mitfühlende Seiten in ihnen hervor und führt dann zwar zu einzelnen schicksalhaften Entscheidungen, verändert aber das Leben der Gemeinschaft.
Ein Journalist, der die hellen und dunklen Seiten Lissabons durchstreift und die verlorene Gemeinschaft am Hafen beobachtet, führt als Erzähler durch den Film. Seine Erzählung führt den Zuschauer von einer kurzen Nachricht in die Tiefen der dahinterliegenden Schicksale und zurück in die alltägliche Bedeutungslosigkeit dieser Nachricht für die Gesellschaft Lissabons, die unbeirrt in ihrem Rhythmus fortfährt.

## Rezeption und Produktion

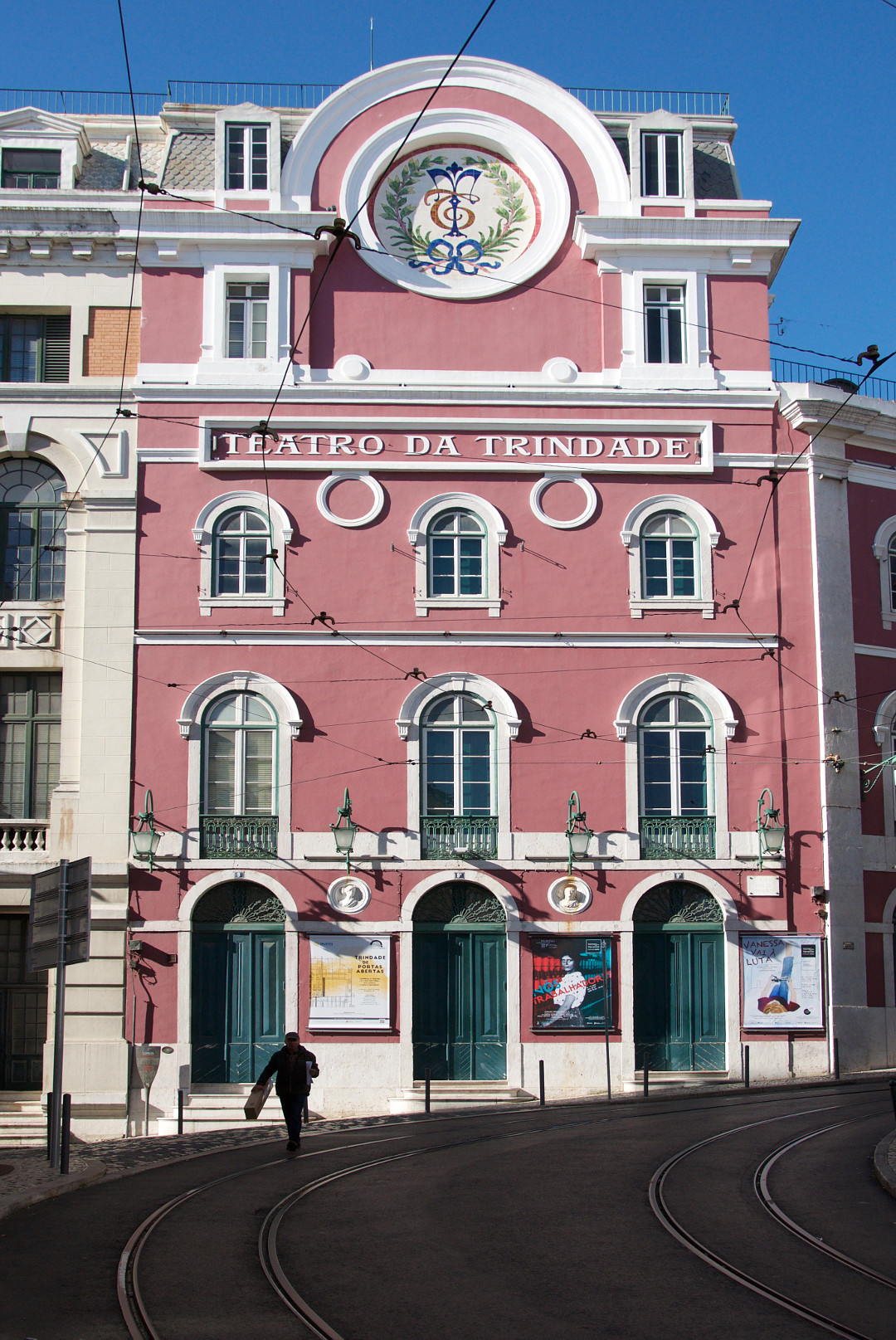
Im Lissabonner Teatro Trindade feierte der Film 1956 Premiere.

Der Film hatte am 12. September 1956 Premiere, im Teatro da Trindade in Lissabon.
Der neorealistische Autor Alves Redol schrieb die Dialoge für das Drehbuch, das auf der Erzählung Pardal & Ca. von Manuel Guimarães selbst basiert. Die Produktion des Films zog sich dann jedoch über Jahre, begleitet von enormen finanziellen Schwierigkeiten und der unerbittlichen Zensur der Salazar-Diktatur. Etwa 20 Minuten, nach Angaben anderer Beteiligter sogar bis zu 50 % des Films fielen der Zensur zum Opfer und nötigten den Regisseur noch 1956 zum Nachdreh einer Reihe Szenen, darunter die Einführung der Erzählerfigur, um getrennte Erzählteile wieder zusammenführen zu können. Die Kritik attestierte dem Film dann auch Brüche und einige unglaubwürdig wirkende Figuren, lobte aber vor allem die Szenen der poetisch dargestellten Figuren von Gaivota und Pardal.
Vidas sem Rumos wurde zunächst von Imaginação als VHS-Kaufkassette und später von Costa do Castelo-Filmes als DVD veröffentlicht. Zuletzt erschien der Film 2010 in einer DVD-Box mit fünf Filmen des Regisseurs Manuel Guimarães bei Costa do Castelo-Filmes in Zusammenarbeit mit der Cinemateca Portuguesa.